# Edgewood (Maryland)
Edgewood és una concentració de població designada pel cens dels Estats Units a l'estat de Maryland. Segons el cens del 2000 tenia 23.378 habitants.

## Demografia
Segons el cens del 2000, Edgewood tenia 23.378 habitants, 8.299 habitatges, i 6.224 famílies. La densitat de població era de 503,4 habitants/km².
Dels 8.299 habitatges en un 43,9% hi vivien nens de menys de 18 anys, en un 50,2% hi vivien parelles casades, en un 19,3% dones solteres, i en un 25% no eren unitats familiars. En el 19,6% dels habitatges hi vivien persones soles el 4,3% de les quals corresponia a persones de 65 anys o més que vivien soles. El nombre mitjà de persones vivint en cada habitatge era de 2,81 i el nombre mitjà de persones que vivien en cada família era de 3,21.
Per edats la població es repartia de la següent manera: un 32,2% tenia menys de 18 anys, un 9% entre 18 i 24, un 33% entre 25 i 44, un 19,6% de 45 a 60 i un 6,3% 65 anys o més.
L'edat mediana era de 31 anys. Per cada 100 dones de 18 o més anys hi havia 87,5 homes.
La renda mediana per habitatge era de 47.150 $ i la renda mediana per família de 50.276 $. Els homes tenien una renda mediana de 36.076 $ mentre que les dones 27.214 $. La renda per capita de la població era de 17.943 $. Entorn del 8,5% de les famílies i el 10,3% de la població estaven per davall del llindar de pobresa.

## Poblacions més properes
El següent diagrama mostra les poblacions més properes.